# Sami Tajeddine
Sami Tajeddine (10 giugno 1982) è un ex calciatore marocchino, di ruolo difensore.

## Carriera

### Nazionale
Nel 2004 ha partecipato, insieme alla selezione marocchina, ai Giochi della XXVIII Olimpiade ad Atene.

## Palmarès

### Club

#### Competizioni nazionali
- Campionato marocchino: 2

Raja Casablanca: 2004, 2009
- Coppa del Marocco: 2

Raja Casablanca: 2002, 2005